# Apogon taeniopterus
Apogon taeniopterus är en fiskart som beskrevs av Bennett, 1836. Apogon taeniopterus ingår i släktet Apogon och familjen Apogonidae. Inga underarter finns listade i Catalogue of Life.

## Bildgalleri

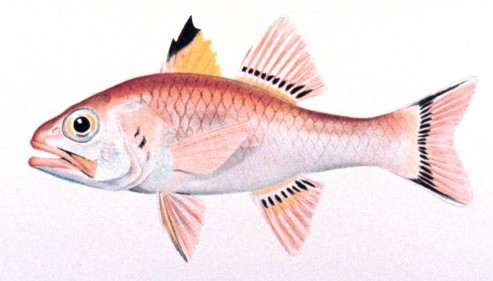